# Mano a Mano (escuela)

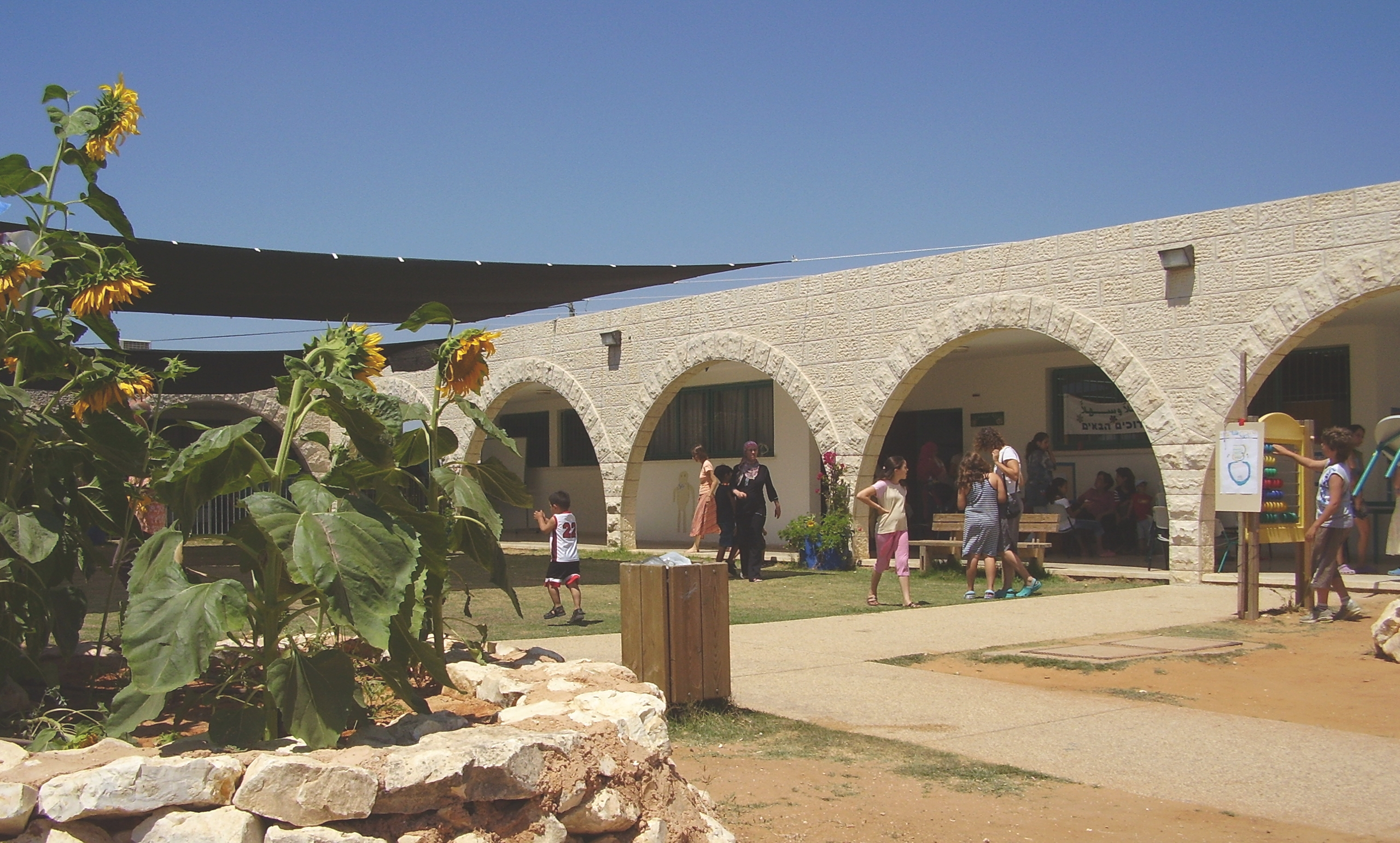
Mano a mano

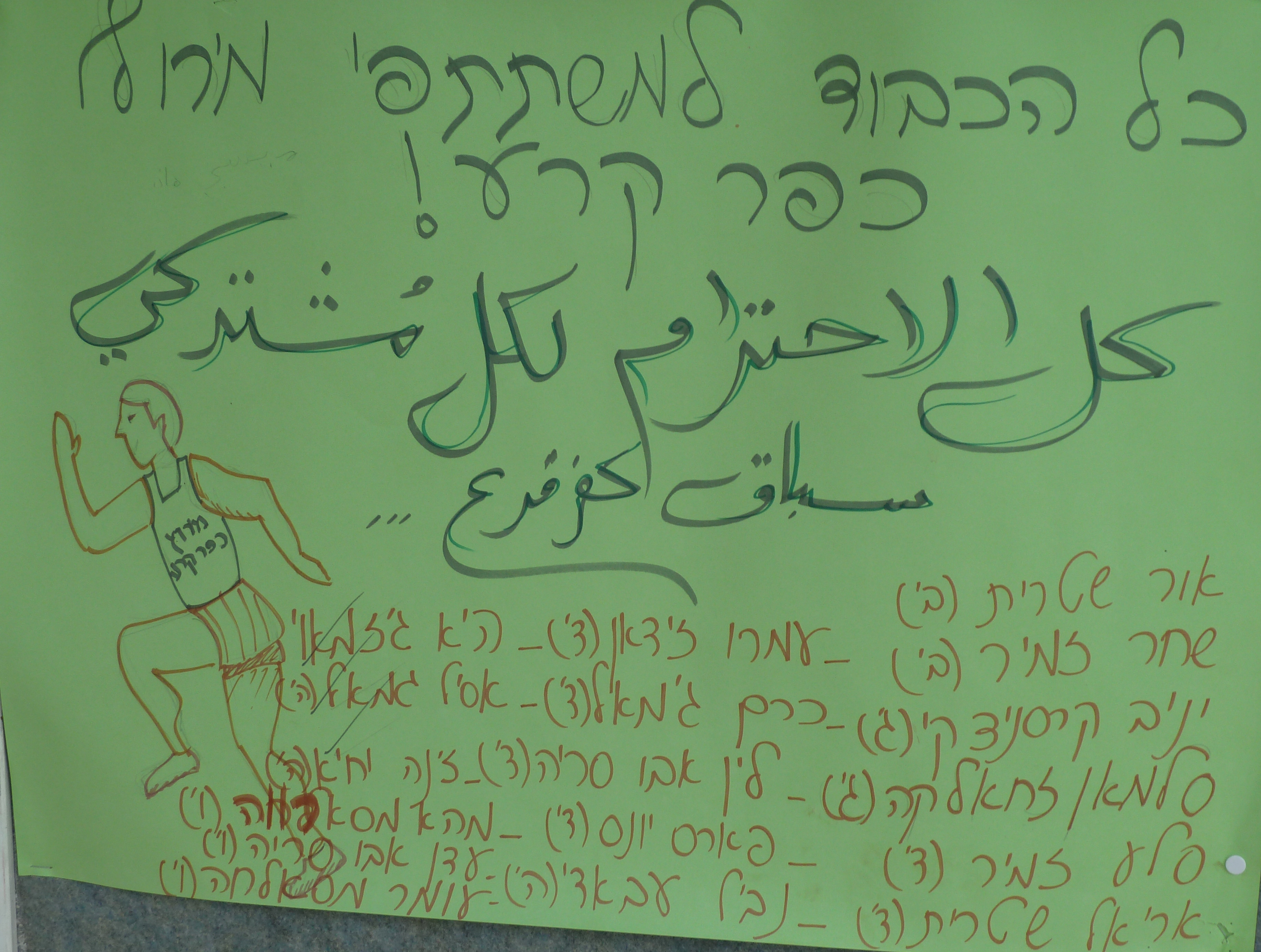
Mano a mano

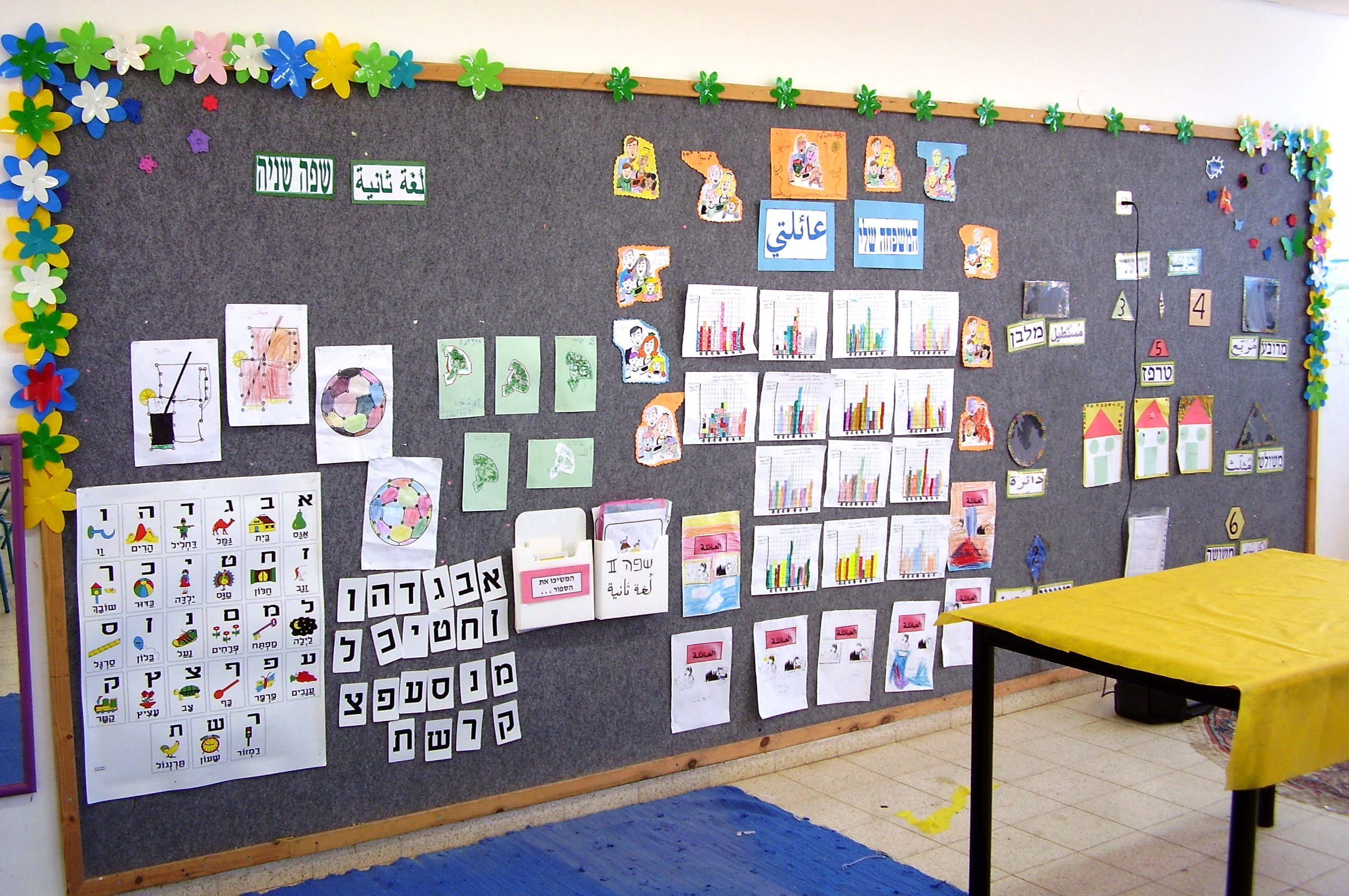
Mano a mano

Mano a mano, (en hebreo יד ביד: המרכז לחינוך יהודי ערבי בישראל) en (árabe:  يدا بيد: مركز التربية اليهودي العربي في إسرائيل) (en inglés: Max Rayne Hand in Hand Bilingual School ) también llamado escuela Max Rayne, es un proyecto educativo, en Israel, destinado a la enseñanza mixta, cuya importancia radica en que allí estudian juntos niños árabes y judíos.

## Educación en Israel
En Israel los ciudadanos judíos y árabes viven en un medio ambiente muy separado pero en áreas estrechamente adyacentes. En el sistema educativo del país coexisten cuatro diferentes tipos de escuela: escuelas estatales, escuelas estatales religiosas judías en lengua hebrea, escuelas estatales árabes musulmanas o cristianas, escuelas estatales drusas en lengua árabe y escuelas privadas.
No existe ningún tipo de prohibición, pero, debido a las diferencias culturales, los niños árabes, sean cristianos o musulmanes, nunca van a las escuelas judías, y los niños judíos, procedan de familias religiosas o no, no se acercan a las escuelas árabes. La diferencia radica tanto en la lengua en la cual se imparte la enseñanza como en el currículum escolar, las fiestas nacionales que se celebran, la historia que se estudia, los días festivos en los que no hay clases.
Esta separación trae consecuencias en la vida social de las personas, todas ellas son ciudadanos israelíes, pero de culturas muy diferentes. Las culturas cristiana, drusa, judía y musulmana coexisten en la tierra de Israel la una al lado de la otra, pero no de manera integral. Los niños suelen tener amigos de su mismo origen étnico.

## Centro educativo
Mano a mano es un centro de educación árabe-judía que cuenta con cinco escuelas en todo Israel. La sede de Jerusalén, fue fundada en 1998, fue la pionera de este proyecto. Otra de las sedes, fundada en 2003, está ubicada en Kfar Kara, Israel, una pequeña ciudad árabe cuyos residentes son musulmanes.
Se trata de escuelas públicas gestionadas con dinero que procede de fondos públicos y parte de donaciones privadas. Allí los niños palestinos y judíos estudian juntos. La sede de Haifa, por ahora, es privada, aunque los padres están intentando que el municipio se haga cargo del mantenimiento. La ciudad les viene contestando que, dado que la escuela pública es mixta, no necesitan escuelas especiales. Esta escuela, aun siendo privada, tiene cientos de niños en lista de espera por falta de vacantes.
Este centro educativo ofrece una enseñanza bilingüe en  árabe y en hebreo, que reciben tanto niños israelíes como palestinos. Los estudiantes provienen de todo tipo de estratos sociales: hijos de profesionales o hijos de empleados muy humildes.
Mientras que en la mayoría de las escuelas de Israel los niños están separados por la religión, esta escuela pública intenta construir la amistad y el entendimiento cultural entre palestinos y judíos, en un esfuerzo para encontrar una convivencia en armonía, educando niños árabes, musulmanes, cristianos, judíos y drusos.
Allí el plan de estudios es único ya que tienen cursos en árabe y en hebreo y el calendario escolar reconoce tanto las festividades religiosas judías, como las musulmanas y cristianas.
Los niños tienen clases integradas, se discuten abiertamente las diferencias en la cultura, la religión y el punto de vista histórico. Se enseña la tolerancia, el respeto y la convivencia. Se estudia la Torá y el sagrado Corán y se conmemoran el Yom Ha'atzmaut y el Día de la Nakba.
El objetivo es crear vínculos y formas de convivencia para contribuir a buscar escenarios de paz y convivencia entre distintos pueblos en un ambiente en el que se fomenta el respeto por el otro.

## Caminemos juntos
En 2012 editaron un video en contra del uso de la violencia y de la guerra. Durante el conflicto de 2014 los padres de los estudiantes marcharon por las calles de Jerusalén con el lema «Árabes y judíos se niegan a ser enemigos» vestidos con camisetas con la inscripción en árabe y en hebreo «Caminemos juntos».